# Collegio di Hackney North and Stoke Newington
Hackney North and Stoke Newington è un collegio elettorale situato nella Grande Londra, e rappresentato alla Camera dei comuni del Parlamento del Regno Unito. Elegge un membro del parlamento con il sistema first-past-the-post, ossia maggioritario a turno unico; l'attuale parlamentare è Diane Abbott, eletta con Partito Laburista nel 1987; attualmente siede come Indipendente dopo essere stata sospesa dal partito per commenti antisemiti.

## Estensione

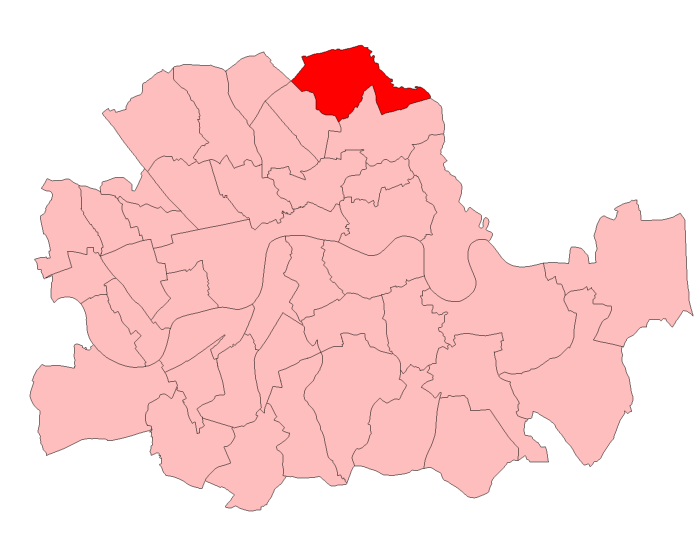
Stoke Newington & Hackney North a Londra, 1950–55

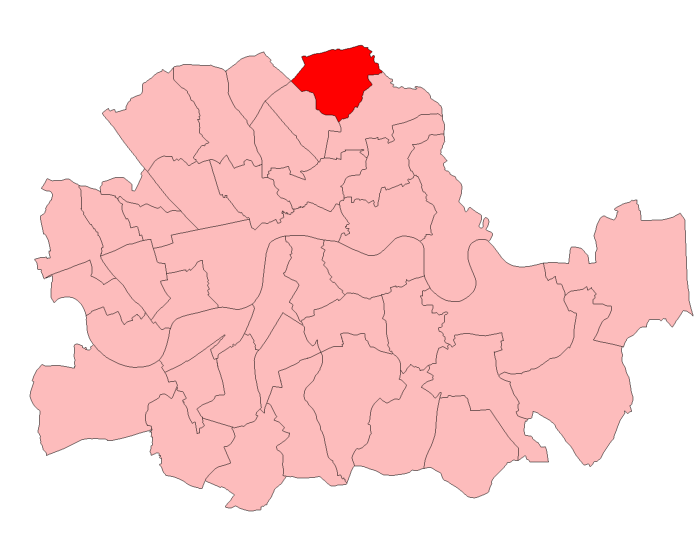
Stoke Newington & Hackney North a Londra, 1955–74

Hackney North and Stoke Newington a Londra, 2010-2024

- 1950–1955: i ward del borgo metropolitano di Hackney di Leaside, Maury, Southwold, Springfield e Stamford, ed il borgo metropolitano di Stoke Newington.
- 1955–1974: i ward del borgo metropolitano di Hackney di Northfield, Northwold, Rectory e Springfield ed il borgo metropolitano di Stoke Newington.
- 1974–1983: i ward del borgo londinese di Hackney di Brownswood, Clissold, Defoe, New River, Northfield, Northwold e Springfield.
- 1983–2010: i ward del borgo londinese di Hackney di Brownswood, Clissold, Eastdown, Leabridge, New River, North Defoe, Northfield, Northwold, Rectory, South Defoe e Springfield.
- 2010–2024: i ward del borgo londinese di Hackney di Brownswood, Cazenove, Clissold, Dalston, Hackney Downs, Leabridge, Lordship, New River, Springfield e Stoke Newington Central.
- dal 2024: i ward del borgo londinese di Hackney di Brownswood, Cazenove, Clissold, Dalston, Hackney Downs, Lea Bridge, London Fields, Shacklewell, Springfield, Stamford Hill West, Stoke Newington e Woodberry Down.[2]

Il collegio comprende la parte settentrionale del borgo londinese di Hackney.
Il collegio confina con Hackney South and Shoreditch, Islington North, Tottenham, e Walthamstow.

## Membri del parlamento
| Elezione | Elezione      | Deputato       | Partito      |
| -------- | ------------- | -------------- | ------------ |
|          | 1950          | David Weitzman | Laburista    |
| 1979     | Ernie Roberts |                | Laburista    |
| 1987     | Diane Abbott  |                | Laburista    |
|          | Diane Abbott  | 2023           | Indipendente |
|          | Diane Abbott  | 2024           | Laburista    |
|          | Diane Abbott  | 2025           | Indipendente |

## Elezioni

### Elezioni negli anni 2020
| Partito                    | Partito                                | Candidato                  | Risultati 4 luglio 2024 | Risultati 4 luglio 2024 |
| Partito                    | Partito                                | Candidato                  | Voti                    | %                       |
| -------------------------- | -------------------------------------- | -------------------------- | ----------------------- | ----------------------- |
|                            | Laburista                              | Diane Abbott               | 24 355                  | 59,46                   |
|                            | Verdi                                  | Antoinette Fernandez       | 9 275                   | 22,64                   |
|                            | Conservatore                           | David Landau               | 3 457                   | 8,44                    |
|                            | Lib Dem                                | Rebecca Jones              | 1 562                   | 3,81                    |
|                            | Reform UK                              | Deborah Cairns             | 1 283                   | 3,13                    |
|                            | Indipendente                           | Ryan Ahmed                 | 621                     | 1,52                    |
|                            | Monster Raving Loony                   | Knigel Knapp               | 224                     | 0,55                    |
|                            | Indipendente                           | Kombat Diva                | 182                     | 0,44                    |
|                            |                                        |                            |                         |                         |
| Iscritti                   | Iscritti                               | Iscritti                   | 77 797                  | 100,00                  |
| ↳ Votanti (% su iscritti)  | ↳ Votanti (% su iscritti)              | ↳ Votanti (% su iscritti)  | 40 959                  | 52,65                   |
| ↳ Astenuti (% su iscritti) | ↳ Astenuti (% su iscritti)             | ↳ Astenuti (% su iscritti) | 36 838                  | 47,35                   |
|                            |                                        |                            |                         |                         |
|                            | Esito: collegio confermato a Laburista |                            |                         |                         |

### Elezioni negli anni 2010
| Partito                    | Partito                                | Candidato                  | Risultati 12 dicembre 2019 | Risultati 12 dicembre 2019 |
| Partito                    | Partito                                | Candidato                  | Voti                       | %                          |
| -------------------------- | -------------------------------------- | -------------------------- | -------------------------- | -------------------------- |
|                            | Laburista                              | Diane Abbott               | 39 972                     | 70,29                      |
|                            | Conservatore                           | Benjamin Obese-Jecty       | 6 784                      | 11,93                      |
|                            | Verdi                                  | Alex Armitage              | 4 989                      | 8,77                       |
|                            | Lib Dem                                | Ben Mathis                 | 4 283                      | 7,53                       |
|                            | Brexit                                 | Richard Ings               | 609                        | 1,07                       |
|                            | Renew                                  | Haseeb Ur-Rehman           | 151                        | 0,27                       |
|                            | —                                      | Loré Lixenberg             | 76                         | 0,13                       |
|                            |                                        |                            |                            |                            |
| Iscritti                   | Iscritti                               | Iscritti                   | 92 462                     | 100,00                     |
| ↳ Votanti (% su iscritti)  | ↳ Votanti (% su iscritti)              | ↳ Votanti (% su iscritti)  | 56 864                     | 61,50                      |
| ↳ Astenuti (% su iscritti) | ↳ Astenuti (% su iscritti)             | ↳ Astenuti (% su iscritti) | 35 598                     | 38,50                      |
|                            |                                        |                            |                            |                            |
|                            | Esito: collegio confermato a Laburista |                            |                            |                            |

| Partito                    | Partito                                | Candidato                  | Risultati 8 giugno 2017 | Risultati 8 giugno 2017 |
| Partito                    | Partito                                | Candidato                  | Voti                    | %                       |
| -------------------------- | -------------------------------------- | -------------------------- | ----------------------- | ----------------------- |
|                            | Laburista                              | Diane Abbott               | 42 265                  | 75,07                   |
|                            | Conservatore                           | Amy Gray                   | 7 126                   | 12,66                   |
|                            | Lib Dem                                | Joe Richards               | 3 817                   | 6,78                    |
|                            | Verdi                                  | Alastair Binnie-Lubbock    | 2 606                   | 4,63                    |
|                            | Animal Welfare                         | Jonathan Homan             | 222                     | 0,39                    |
|                            | Indipendente                           | Abraham Spielmann          | 203                     | 0,36                    |
|                            | Friends Party                          | Coraline Corlis-Khan       | 59                      | 0,10                    |
|                            |                                        |                            |                         |                         |
| Iscritti                   | Iscritti                               | Iscritti                   | 85 058                  | 100,00                  |
| ↳ Votanti (% su iscritti)  | ↳ Votanti (% su iscritti)              | ↳ Votanti (% su iscritti)  | 56 478                  | 66,40                   |
| ↳ Astenuti (% su iscritti) | ↳ Astenuti (% su iscritti)             | ↳ Astenuti (% su iscritti) | 28 580                  | 33,60                   |
|                            |                                        |                            |                         |                         |
|                            | Esito: collegio confermato a Laburista |                            |                         |                         |

| Partito                    | Partito                                | Candidato                  | Risultati 7 maggio 2015 | Risultati 7 maggio 2015 |
| Partito                    | Partito                                | Candidato                  | Voti                    | %                       |
| -------------------------- | -------------------------------------- | -------------------------- | ----------------------- | ----------------------- |
|                            | Laburista                              | Diane Abbott               | 31 357                  | 62,86                   |
|                            | Conservatore                           | Amy Gray                   | 7 349                   | 14,73                   |
|                            | Verdi                                  | Heather Finlay             | 7 281                   | 14,59                   |
|                            | Lib Dem                                | Simon de Deney             | 2 492                   | 5,00                    |
|                            | UKIP                                   | Keith Fraser               | 1 085                   | 2,17                    |
|                            | Animal Welfare                         | Jon Homan                  | 221                     | 0,44                    |
|                            | Lega Comunista                         | Jonathan Silberman         | 102                     | 0,20                    |
|                            |                                        |                            |                         |                         |
| Iscritti                   | Iscritti                               | Iscritti                   | 88 153                  | 100,00                  |
| ↳ Votanti (% su iscritti)  | ↳ Votanti (% su iscritti)              | ↳ Votanti (% su iscritti)  | 49 887                  | 56,59                   |
| ↳ Astenuti (% su iscritti) | ↳ Astenuti (% su iscritti)             | ↳ Astenuti (% su iscritti) | 38 266                  | 43,41                   |
|                            |                                        |                            |                         |                         |
|                            | Esito: collegio confermato a Laburista |                            |                         |                         |

| Partito                    | Partito                                | Candidato                  | Risultati 6 maggio 2010 | Risultati 6 maggio 2010 |
| Partito                    | Partito                                | Candidato                  | Voti                    | %                       |
| -------------------------- | -------------------------------------- | -------------------------- | ----------------------- | ----------------------- |
|                            | Laburista                              | Diane Abbott               | 25 553                  | 55,00                   |
|                            | Lib Dem                                | Keith Angus                | 11 092                  | 23,87                   |
|                            | Conservatore                           | Darren Caplan              | 6 759                   | 14,55                   |
|                            | Verdi                                  | Matt Sellwood              | 2 133                   | 4,59                    |
|                            | Cristiano                              | Maxine Hargreaves          | 299                     | 0,64                    |
|                            | Indipendente                           | Suzanne Moore              | 258                     | 0,56                    |
|                            | Monster Raving Loony                   | Knigel Knapp               | 182                     | 0,39                    |
|                            | Indipendente                           | Paul Shaer                 | 96                      | 0,21                    |
|                            | Indipendente                           | Alessandra Williams        | 61                      | 0,13                    |
|                            | Magna Carta                            | Jack Pope-de-Locksley      | 26                      | 0,06                    |
|                            |                                        |                            |                         |                         |
| Iscritti                   | Iscritti                               | Iscritti                   | 73 906                  | 100,00                  |
| ↳ Votanti (% su iscritti)  | ↳ Votanti (% su iscritti)              | ↳ Votanti (% su iscritti)  | 46 459                  | 62,86                   |
| ↳ Astenuti (% su iscritti) | ↳ Astenuti (% su iscritti)             | ↳ Astenuti (% su iscritti) | 27 447                  | 37,14                   |
|                            |                                        |                            |                         |                         |
|                            | Esito: collegio confermato a Laburista |                            |                         |                         |

### Elezioni negli anni 2000
| Partito                    | Partito                                | Candidato                  | Risultati 5 maggio 2005 | Risultati 5 maggio 2005 |
| Partito                    | Partito                                | Candidato                  | Voti                    | %                       |
| -------------------------- | -------------------------------------- | -------------------------- | ----------------------- | ----------------------- |
|                            | Laburista                              | Diane Abbott               | 14 268                  | 48,56                   |
|                            | Lib Dem                                | James Blanchard            | 6 841                   | 23,28                   |
|                            | Conservatore                           | Ertan Hurer                | 4 218                   | 14,36                   |
|                            | Verdi                                  | Mischa Borris              | 2 907                   | 9,89                    |
|                            | Indipendente                           | David Vail                 | 602                     | 2,05                    |
|                            | Laburista Socialista                   | Nusrat Sen                 | 296                     | 1,01                    |
|                            | Monster Raving Loony                   | Nigel Barrow               | 248                     | 0,84                    |
|                            |                                        |                            |                         |                         |
| Iscritti                   | Iscritti                               | Iscritti                   | 59 274                  | 100,00                  |
| ↳ Votanti (% su iscritti)  | ↳ Votanti (% su iscritti)              | ↳ Votanti (% su iscritti)  | 29 380                  | 49,57                   |
| ↳ Astenuti (% su iscritti) | ↳ Astenuti (% su iscritti)             | ↳ Astenuti (% su iscritti) | 29 894                  | 50,43                   |
|                            |                                        |                            |                         |                         |
|                            | Esito: collegio confermato a Laburista |                            |                         |                         |

| Partito                    | Partito                                | Candidato                  | Risultati 7 giugno 2001 | Risultati 7 giugno 2001 |
| Partito                    | Partito                                | Candidato                  | Voti                    | %                       |
| -------------------------- | -------------------------------------- | -------------------------- | ----------------------- | ----------------------- |
|                            | Laburista                              | Diane Abbott               | 18 081                  | 61,04                   |
|                            | Conservatore                           | Molly Dye                  | 4 430                   | 14,96                   |
|                            | Lib Dem                                | Meral Ece                  | 4 170                   | 14,08                   |
|                            | Verdi                                  | Chit Chong                 | 2 184                   | 7,37                    |
|                            | Laburista Socialista                   | Sukant Chandan             | 756                     | 2,55                    |
|                            |                                        |                            |                         |                         |
| Iscritti                   | Iscritti                               | Iscritti                   | 60 444                  | 100,00                  |
| ↳ Votanti (% su iscritti)  | ↳ Votanti (% su iscritti)              | ↳ Votanti (% su iscritti)  | 29 621                  | 49,01                   |
| ↳ Astenuti (% su iscritti) | ↳ Astenuti (% su iscritti)             | ↳ Astenuti (% su iscritti) | 30 823                  | 50,99                   |
|                            |                                        |                            |                         |                         |
|                            | Esito: collegio confermato a Laburista |                            |                         |                         |

## Risultati dei referendum

### Referendum sulla permanenza del Regno Unito nell'Unione europea del 2016
|             | Collegio                          | Lasciare UE % | Rimanere in UE % |
| ----------- | --------------------------------- | ------------- | ---------------- |
|             | Hackney North and Stoke Newington | 20,9%         | 79,1%            |
|             | Inghilterra                       | 53,3%         | 46,7%            |
| Regno Unito | 51,9%                             | 48,1%         |                  |

Hackney North and Stoke Newington è stato il terzo collegio del Regno Unito con la percentuale più alta di voti a favore del Remain; al primo posto vi fu Streatham e al secondo Bristol West.